# Miasta w Abchazji
Według danych oficjalnych pochodzących z 2011 roku Abchazja posiadała 8 miast o ludności przekraczającej 2 tys. mieszkańców. Stolica kraju Suchumi jako jedyne miasto liczyło ponad 50 tys. mieszkańców; 1 miasto z ludnością 10÷50 tys. oraz reszta miast poniżej 10 tys. mieszkańców.

## Największe miasta w Abchazji
Największe miasta w Abchazji według liczebności mieszkańców (stan na 01.01.2012):
| L.p. | Miasto            | Region   | Liczba ludności |
| ---- | ----------------- | -------- | --------------- |
| 1.   | Suchumi (Аҟәа)    | Abchazja | 62 914          |
| 2.   | Gagra (Гагра)     | Abchazja | 12 364          |
| 3.   | Gudauta (Гәдоуҭа) | Abchazja | 8 514           |

## Alfabetyczna lista miast w Abchazji
(w nawiasie nazwa oryginalna w języku abchaskim i gruzińskim)
- Gagra (abch. Гагра, gruz. გაგრა)
- Gali (abch. Гал, gruz. გალი)
- Gudauta (abch. Гәдоуҭа, gruz. გუდაუთა)
- Nowy Aton (abch. Афон Ҿыц, gruz. ახალი ათონი)
- Oczamczyra (abch. Очамчыра, gruz. ოჩამჩირე)
- Picunda (abch. Пиҵунда, gruz. ბიჭვინთა)
- Suchumi (abch. Аҟәа, gruz. სოხუმი)
- Tkwarczeli (abch. Тҟәарчал, gruz. ტყვარჩელი)